# Awinion

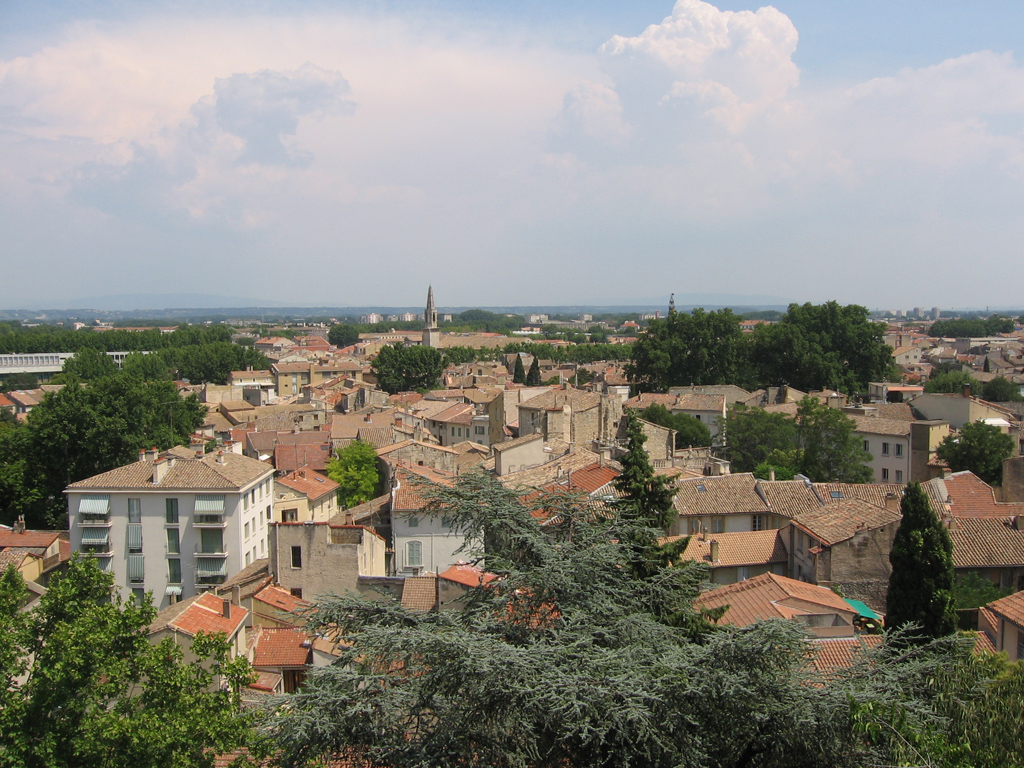
Widok na starą część miasta

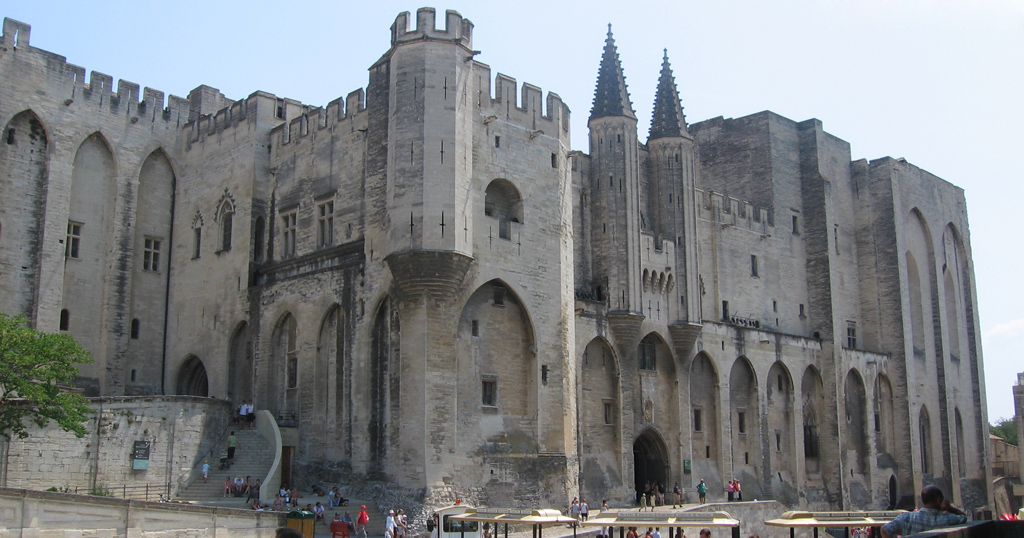
Pałac Papieski

Awinion (fr. Avignon, wymowaⓘ, prowans. Avinhon) – miasto na południu Francji (w regionie Prowansja-Alpy-Lazurowe Wybrzeże, w departamencie Vaucluse), u podnóża wapiennego wzgórza, na lewym brzegu Rodanu, przy ujściu do niego rzeki Durance. Nad miastem góruje pałac papieski (Palais des Papes).
Według danych na rok 1990 gminę zamieszkiwało 86 939 osób, a gęstość zaludnienia wynosiła 1342 osoby/km² (wśród 963 gmin regionu Prowansja-Alpy-Lazurowe Wybrzeże Avignon plasuje się na 5. miejscu pod względem liczby ludności, natomiast pod względem powierzchni na miejscu 100.). Sam zespół miejski zamieszkuje ok. 155 tys. osób.
Miasto jest dużym centrum kulturalnym i turystycznym. Corocznie od 1947 r. w Awinionie odbywa się festiwal teatralny (Festival d’Avignon).
W pobliżu w miejscowości Marcoule znajduje się jeden z ważnych francuskich ośrodków jądrowych.

## Historia
W czasach rzymskich na terenie obecnego miasta istniała osada Avenio. W okresie średniowiecza miasto leżało w uniezależnionej od Francji Prowansji. Stanowiło ono ważny ośrodek handlowy w dolinie Rodanu. Od roku 1309 Awinion stał się siedzibą papieży. Wraz z otaczającymi ziemiami należał do Królestwa Sycylii (dynastia andegaweńska). W roku 1348 papież Klemens VI kupił tę posiadłość od królowej Joanny I neapolitańskiej, będącej również hrabiną Prowansji, za 80 tys. guldenów i była w rękach papiestwa do roku 1791. W latach 1378–1408 w Awinionie rezydowali antypapieże. Papieże rezydujący w Awinionie to: Klemens V, Jan XXII, Benedykt XII, Klemens VI, Innocenty VI, Urban V i Grzegorz XI. Podczas rewolucji francuskiej uchwałą Zgromadzenia Konstytucyjnego Awinion został przyłączony do Francji.

## Zabytki
- Pałac Papieski (fr. Palais des Papes) – budowla z XIV wieku w stylu gotyckim, w przeszłości (od XIV do XVIII wieku) siedziba papieży. Część wschodnia i północna (Palais Vieux) zbudowano w latach 1334–1342 na polecenie papieża Benedykta XII, natomiast budowę części zachodniej (Palais Nouveau) Klemensa VII w latach 1342–1352[3]. Zbudowana z białego kamienia warownia jest największą gotycką budowlą w Europie (powierzchnia 15 tys. m²)[potrzebny przypis]. W kompleksie wznoszącym się na Rocher des Doms znajduje się obok tzw. Mały Pałac (fr. Petit Palais), zamieszkiwany niegdyś przez kardynałów.
- XIII-wieczna romańska katedra Notre Dame des Doms z kaplicami z XIV-XV wieku i freskami Simone Martiniego. W katedrze znajdują się grobowce papieży Jana XXII i Benedykta XII.
- Mury obronne (fr. Les Remparts) o długości 4,3 km, zbudowane w latach 1350–1368[3]. W XIX wieku pod kierownictwem E. Violet-le-Duca przeprowadzona została renowacja. W murach zachowało się 8 bram i 39 wież.
- XII-wieczny most nad Rodanem zwany Pont Saint-Bénézet. Z mostu o długości 900 m, wybudowanego w latach 1171–1185, zostały tylko 4 przęsła i romańska kaplica, resztę zniszczyły liczne powodzie.

## Odniesienia w kulturze
O moście traktuje znana dziecięca piosenka Sur le pont d’Avignon (Na moście w Avignon). Zarówno do mostu jak i do wspomnianej piosenki nawiązuje wiersz autorstwa Krzysztofa Kamila Baczyńskiego Sur le pont d'Avignon (1941), który - z muzyką Andrzeja Zaryckiego - pod tytułem Na moście w Avignon spopularyzowała Ewa Demarczyk (1968).
Cały kompleks o znacznej wartości historycznej został w 1995 r. wpisany na listę światowego dziedzictwa UNESCO.

## Muzea
- Musée Calvet – malarstwo;
- Musée Lapidaire – rzeźba.

## Sport
- AC Arles-Avignon – klub piłkarski

## Miasta partnerskie
- Colchester, Wielka Brytania
- Diourbel, Senegal
- Guanajuato, Meksyk
- New Haven, USA
- Siena, Włochy
- Tarragona, Hiszpania
- Tortosa, Hiszpania
- Wetzlar, Niemcy